# Amecameca
Amecameca é um município do estado do México, no México.

## Governo e administração
| Prefeito                        | Periodo   |
| ------------------------------- | --------- |
| José Federico Del Valle Miranda | 2000-2003 |
| Rosendo García Rodríguez        | 2003-2006 |
| Juan Manuel Guerrero Gutiérrez  | 2006-2009 |
| Juan Demetrio Sanchez Granados  | 2009-2012 |
| Carlos Santos Amador            | 2012-2015 |
| Álvaro Carlos Avelar López      | 2015-2018 |